# Volby do Abchazského lidového shromáždění 2012
Čtvrté volby do Abchazského lidového shromáždění proběhly ve dvou kolech 10. a 24. března 2012. Byly to první volby do Lidového shromáždění po válce v roce 2008 a následném uznání nezávislosti Abcházie Ruskem, Nikaraguou, Venezuelou, Nauru, Vanuatu a Tuvalu. 22. února 2012 byl proveden neúspěšný atentát na prezidenta Abcházie Alexandera Ankvaba, když byla prezidentská kolona napadena na cestě z Gudauty do Suchumi. Při útoku přišli o život dva členové ochranky prezidenta. Ankvab obvinil „mafii a další kriminální živly spolu s politickými kruhy kolem nich.“

## Kandidáti
Na 35 míst v Lidovém shromáždění bylo navrženo 156 kandidátů, registrací prošlo 151 kandidátů a voleb se nakonec zúčastnilo celkem 148 registrovaných kandidátů. Kandidátky byly zveřejněny 29. února, tedy 10 dní před samotnými volbami. 115 kandidátů bylo navrženo voličskými skupinami a 35 jich bylo navrženo politickými stranami z toho: 11 Jednotnou Abcházií, 11 Fórem pro Jednotnou Abcházii, 7 Komunistickou stranou Abcházie a 6 Stranou pro ekonomický rozvoj Abcházie.
Mezi 150 kandidáty bylo 125 Abcházců, 11 Arménů, 8 Rusů, 2 Řekové, 2 Gruzínci, 1 Oset a 1 Kabarďan. Na kandidátkách se objevilo celkem 16 žen. Nejstarší kandidát se narodil 1. června 1938 a nejmladší kandidát se narodil 8. července 1986. Všichni dostali příležitost promluvit v Abchazské televizní stanici "Abaza TV".

## Monitorování
Voleb se účastnilo dle odhadů 46–100 mezinárodních pozorovatelů z 9 zemí. Podle centrálního volebního výboru byli hlavně z Ruska (z vládních i nevládních organizací), dále pak ze zemí Společenství nezávislých států, Jižní Osetie, Podněstří a Náhorního Karabachu. Byly pozváni i pozorovatelé z dalších států, ale ti nakonec nedorazili. Patří sem státy, jež uznaly nezávislost Abcházie: Venezuela, Nikaragua, Nauru a Tuvalu.
Gruzie zarytě odmítá pozorovat abchazské volby, protože Abcházii považuje za svoje území okupované Ruskem a také proto, že Gruzínci, kteří uprchli z Abcházie při etnických čistkách na počátku 90. let, nemají volební právo.

## Výsledky

### První kolo
V prvním kole bylo možné hlasovat ve 174 volebních místnostech. Volební účast byla 44,5 %. V celkem 13 volebních obvodech dostal některý z kandidátů nadpoloviční většinu hlasů, čímž se dostali do Lidového shromáždění po prvním kole voleb. Ve zbylých 22 volebních obvodech postoupili dva kandidáti s největším počtem hlasů do druhého kola.

### Druhé kolo
Ve 20 z 22 zbývajících volebních obvodů byla volební účast 46,21 %. Z 40 kandidátů na 20 míst byli zvoleni tři z celkem 9 obhájců svých křesel, z nichž tři byli nominovaní stranou Fórum pro Jednotnou Abcházii a dva stranou Jednotná Abcházie. Výsledky musely být před potvrzením jejich platnosti schváleny soudem. Do shromáždění se dostali také tři Arméni: Vagharšak Kosyan, Robert Jalyan a novinář Levon Galustyan.

### Opakování voleb v 1. volebním obvodu
První kolo v 1. volebním obvodu bylo prohlášeno za neplatné, protože volební účast nepřesáhla minimální hranici 25 % hlasů. Původně volební komise prohlásila, že volební účast byla 25,01 %, ale po stížnosti dvou kandidátů byly hlasy přepočítány a zjistilo se, že volební účast byla pouze 24,9 %. 19. března rozhodla centrální volební komise, že se opakované volby budou konat 6. května. Opakovaných voleb se zúčastnili jen čtyři ze sedmi původních kandidátů, a to: Daur Ačugba, Roland Gamgia, Jekatěrina Glazkova a Talich Chvatiš. Tito byli dodatečně doplněni jedním kandidátem navíc: podnikatelem Beslanem Ešbou. Ešba opakované volby vyhrál se ziskem 1932 hlasů (56,61 %). Volební účast dosáhla 44,94 % což bylo výrazně víc než v prvním kole.

### Opakování voleb v 21. volebním obvodu
Po původním sečtení hlasů byl prohlášen za vítěze Aida Ašuba s 50,44 % hlasů, ale po stížnostech protikandidátů byly hlasy přepočítány. Při přepočítání se našlo 46 nových neplatných hlasů, což způsobilo, že Aida Ašuba nezískal nadpoloviční většinu. Aida Ašuba se proti přepočítání odvolal, protože při něm nebyli jeho zástupci. Spor se dostal až k Nejvyššímu soudu, který v celém průběhu voleb v tomto obvodu našel spoustu nesrovnalostí a nařídil jejich opakování. Opakování se zúčastnili všichni původní kandidáti a po dvou kolech, přičemž v prvním dosáhla volební účast až 71,8 %, zvítězil těsným poměrem Valerij Kvarčia.

### Souhrnné výsledky
| Páté volby do lidového shromáždění Abcházie 2012 — Kandidáti a výsledky seřazené podle volebního obvodu (vertikálně) a podle registračního čísla (horizontálně) přeškrtlé = navržený ale neregistrovaný, (v závorce) = registrovaný ale odstoupil, kurzíva = obhájce křesla, Podtrhnuté = Postoupil do druhého kola, zvýrazněné = vítěz, červeně = navržený Komunistickou stranou Abcházie, zeleně = navržený stranou Jednotná Abcházie, modře = navržený stranou Fórum pro Jednotnou Abcházii, žlutě= navržený Stranou pro ekonomický rozvoj Abcházie, šedě ohraničený = navržený stranou Ruská komunita v Abcházii |                   |                     |                      |                     |                  |                 |                 |                   |                   |                  |
| # | 1.                | 2.                  | 3.                   | 4.                  | 5.               | 6.              | 7.              | 8.                | 9.                | 10.              |
| 1 | Daur Ačugba       | Pavel Bganba        | Roland Gamgia        | Jekatěrina Glazkova | Aidar Kvicinia   | Eduard Kešanidi | Talich Chvatiš  |                   |                   |                  |
| 1 | 338 (17.88%)      | 34 (1.80%)          | 648 (34.29%)         | 115 (6.08%)         | 195 (10.32%)     | 60 (3.17%)      | 454 (24.02%)    |                   |                   |                  |
| Opakování | Daur Ačugba       | Roland Gamgia       | Jekatěrina Glazkova  | Talich Chvatiš      | Beslan Ešba      |                 |                 |                   |                   |                  |
| Opakování | 47 (1.38%)        | 782 (22.91%)        | 43 (1.26%)           | 520 (15.24%)        | 1932 (56.61%)    |                 |                 |                   |                   |                  |
| 2 | Achra Abuchba     | Fazylbei Avidzba    | Akhra Aristava       | Aslan Kobakhia      | Vakhtang Pipia   | Temur Tabagua   | Dmitri Shlarba  |                   |                   |                  |
| 2 | 547 (18.59%)      | 458 (15.56%)        | 153 (5.20%)          | 746 (25.35%)        | 451 (15.32%)     | 301 (10.23%)    | 98 (3.33%)      |                   |                   |                  |
| 3 | Sergei Arshba     | Mukhamed Bli        | Ilia Gamisonia       | Arkadi Jinjia       | Satbei Kvitsinia | Rita Lolua      | Irina Mikvabia  | Anatoli Pilia     | Vianor Tuzhba     | Beslan Tsvinaria |
| 3 | 86 (4.28%)        | 90 (4.48%)          | 126 (6.27%)          | 85 (4.23%)          | 328 (16.33%)     | 424 (21.12%)    | 44 (2.19%)      | 74 (3.69%)        | 176 (8.76%)       | 488 (24.30%)     |
| 4 | Valeri Agrba      | Vianor Ashba        | Batal Kobakhia       | Amiran Lagvilava    | Lasha Sakania    | Leila Tania     | Ivan Tarba      |                   |                   |                  |
| 4 | 393 (19.15%)      | 350 (17.06%)        | 176 (8.58%)          | 502 (24.46%)        | 263 (12.82%)     | 164 (7.99%)     | 133 (6.48%)     |                   |                   |                  |
| 5 | Valeri Ardzinba   | Mzia Beia           | Akhra Bzhania        | Iakub Lakoba        | Daur Tarba       | Andrei Tuzhba   |                 |                   |                   |                  |
| 5 | 469 (22.77%)      | 124 (6.02%)         | 866 (42.04%)         | 222 (10.78%)        | 193 (9.37%)      | 136 (6.60%)     |                 |                   |                   |                  |
| 6 | Irina Agrba       | Astamur Adleiba     | Nadir Bitiev         | Marina Gumba        | Artur Mikvabia   |                 |                 |                   |                   |                  |
| 6 | 574 (26.64%)      | 552 (25.61%)        | 185 (8.58%)          | 82 (3.81%)          | 635 (29.47%)     |                 |                 |                   |                   |                  |
| 7 | Jemalik Aiba      | Astamur Kakalia     | Natalia Kaiun        | Pavel Leshchuk      | Ruslan Kharabua  | David Chagava   | Zaur Iazychba   |                   |                   |                  |
| 7 |                   | 224 (13.18%)        | 79 (4.65%)           | 64 (3.76%)          | 395 (23.24%)     | 115 (6.18%)     | 706 (41.53%)    |                   |                   |                  |
| 8 | Stanislav Aiba    | Beslan Gubaz        | Almasbei Kchach      | Dona Malia          |                  |                 |                 |                   |                   |                  |
| 8 | 117 (5.24%)       | 883 (39.54%)        | 556 (24.90%)         | 613 (27.45%)        |                  |                 |                 |                   |                   |                  |
| 9 | Astan Agrba       | Valerij Bganba      |                      |                     |                  |                 |                 |                   |                   |                  |
| 9 | 856 (44.01%)      | 1029 (52.90%)       |                      |                     |                  |                 |                 |                   |                   |                  |
| 10 | Shota Bagatelia   | Nodari Kvitsinia    | Anzor Kokoskeria     | Tamaz Khetsia       |                  |                 |                 |                   |                   |                  |
| 10 | 159 (7.67%)       | 368 (17.75%)        | 815 (39.32%)         | 636 (30.68%)        |                  |                 |                 |                   |                   |                  |
| 11 | Vitali Azhiba     | Leonti Bazba        | Beslan Barcic        | Renad Benia         | Alla Dbar        | Andrei Kulikov  | Tatiana Pavlova | Aleksei Romanenko | Gennadi Sichinava | Vadim Smyr       |
| 11 | 553 (20.38%)      | 45 (1.66%)          | 566 (20.86%)         | 98 (3.61%)          |                  | 109 (4.02%)     | 52 (1.92%)      | 141 (5.20%)       | 517 (19.06%)      | 471 (17.36%)     |
| 12 | Aram Kosyan       | Vagarshak Kosyan    | Valeri Mayromyan     |                     |                  |                 |                 |                   |                   |                  |
| 12 | 107 (4.91%)       | 1276 (58.59%)       | 726 (33.33%)         |                     |                  |                 |                 |                   |                   |                  |
| 13 | Georgi Agrba      | Astamur Aiba        | Valeri Bartsyts      | Beslan Dbar         | Kherson Dashelia |                 |                 |                   |                   |                  |
| 13 | 611 (37.60%)      | 477 (29.35%)        | 88 (5.42%)           | 17 (1.05%)          | 357 (21.97%)     |                 |                 |                   |                   |                  |
| 14 | Guram Barganjia   | Aleksei Tania       |                      |                     |                  |                 |                 |                   |                   |                  |
| 14 | 912 (55.44%)      | 702 (42.67%)        |                      |                     |                  |                 |                 |                   |                   |                  |
| 15 | Aslan Lakoba      | Mikhail Sangulia    | Remzik Chirikbaia    |                     |                  |                 |                 |                   |                   |                  |
| 15 | 637 (34.36%)      | 865 (46.66%)        | 298 (16.07%)         |                     |                  |                 |                 |                   |                   |                  |
| 16 | Zaur Avidzba      | Viacheslav Ardzinba | Anri Jergenia        | Leonid Chamagua     |                  |                 |                 |                   |                   |                  |
| 16 | 867 (33.76%)      | 409 (15.93%)        | 555 (21.61%)         | 666 (25,93%)        |                  |                 |                 |                   |                   |                  |
| 17 | Givi Gabnia       | Dmitri Gunba        | Lev Shamba           |                     |                  |                 |                 |                   |                   |                  |
| 17 | 788 (37.87%)      | 1010 (48.53%)       | 224 (10.76%)         |                     |                  |                 |                 |                   |                   |                  |
| 18 | Akhra Pachulia    | Vitali Smyr         | (Robert Tsuguryan)   |                     |                  |                 |                 |                   |                   |                  |
| 18 | 799 (51.19%)      | 713 (45.68%)        |                      |                     |                  |                 |                 |                   |                   |                  |
| 19 | Fazlibei Avidzba  | Zhuzhuna Bigvava    |                      |                     |                  |                 |                 |                   |                   |                  |
| 19 | 620 (55.51%)      | 443 (39.66%)        |                      |                     |                  |                 |                 |                   |                   |                  |
| 20 | Valerij Bganba    | Levon Galustyan     | Farat Mikaelyan      | Galust Trapizonyan  |                  |                 |                 |                   |                   |                  |
| 20 | 113 (6.98%)       | 6.51 (40.23%)       | 1.36 (8.41%)         | 6.54 (40.42%)       |                  |                 |                 |                   |                   |                  |
| 21 | Aida Ashuba       | Valeri Kvarchia     | Diana Pilia          | Dmitri Sevastidi    |                  |                 |                 |                   |                   |                  |
| 21 | —                 | —                   | —                    | —                   |                  |                 |                 |                   |                   |                  |
| Opakování | Givi Adleiba      | Aida Ashuba         | Valeri Kvarchia      |                     |                  |                 |                 |                   |                   |                  |
| Opakování | 159 (12.51%)      | 502 (39.50%)        | 573 (45.08%)         |                     |                  |                 |                 |                   |                   |                  |
| Opakování |                   | 623 (46,70%)        | 679 (50.90%)         |                     |                  |                 |                 |                   |                   |                  |
| 22 | Albert Kapikyan   | (Ardash Markosyan)  | Sergei Matosyan      | Robert Yaylyan      |                  |                 |                 |                   |                   |                  |
| 22 | 282 (19.86%)      |                     | 360 (25.35%)         | 711 (50.07%)        |                  |                 |                 |                   |                   |                  |
| 23 | Viktor Vasilev    | David Gabnia        | Aleksandr Studenikin | Said Kharazia       |                  |                 |                 |                   |                   |                  |
| 23 | 294 (14.20%)      | 307 (14.83%)        | 379 (18.31%)         | 1041 (50.29%)       |                  |                 |                 |                   |                   |                  |
| 24 | Ziulfi Achuzba    | Aleksei Lataria     | Adgur Kharazia       |                     |                  |                 |                 |                   |                   |                  |
| 24 | 361 (24.85%)      | 504 (34.69%)        | 528 (36.34%)         |                     |                  |                 |                 |                   |                   |                  |
| 25 | Daur Arshba       | Igor Jopua          | Zaur Zarandia        | Yuri Zukhba         |                  |                 |                 |                   |                   |                  |
| 25 | 778 (35.77%)      |                     | 586 (26.94%)         | 743 (34.16%)        |                  |                 |                 |                   |                   |                  |
| 26 | Zaur Adleiba      | Khrips Jopua        | Temur Logua          | Daur Tsvizhba       |                  |                 |                 |                   |                   |                  |
| 26 | 178 (9.69%)       | 475 (25.87%)        | 839 (45.70%)         | 289 (15.74%)        |                  |                 |                 |                   |                   |                  |
| 27 | Nugzar Ashuba     | Appolon Gurgulia    | Almas Kvaratskhelia  | Klara Sakania       | Ramiz Tabagua    |                 |                 |                   |                   |                  |
| 27 | 449 (27.77%)      | 384 (23.75%)        | 382 (23.62%)         | 49 (3.03%)          | 276 (17.07%)     |                 |                 |                   |                   |                  |
| 28 | Andrei Anua       | Tamaz Gogia         | Adgur Kakoba         | Beslan Kamkia       | (Sultan Katsia)  | Temur Kvitsinia |                 |                   |                   |                  |
| 28 | 151 (10.97%)      | 205 (14.89%)        | 236 (17.14%)         |                     |                  | 737 (53.52%)    |                 |                   |                   |                  |
| 29 | Aleksandr Adleiba | Grigori Latsuzhba   | Otar Tsvizhba        |                     |                  |                 |                 |                   |                   |                  |
| 29 | 223 (9.06%)       | 520 (21.13%)        | 16,31 (66.27%)       |                     |                  |                 |                 |                   |                   |                  |
| 30 | Anzor Argun       | Daur Ferizba        | Raul Chadžimba       |                     |                  |                 |                 |                   |                   |                  |
| 30 | 112 (6.25%)       | 331 (18.46%)        | 1311 (73.12%)        |                     |                  |                 |                 |                   |                   |                  |
| 31 | Kan Kvarchia      | Tengiz Malandzia    | Alkhaz Manargia      | Aleksandr Chengelia |                  |                 |                 |                   |                   |                  |
| 31 | 457 (39.16%)      | 111 (9.51%)         | 242 (20.74%)         | 271 (23.22%)        |                  |                 |                 |                   |                   |                  |
| 32 | Beslan Bagatelia  | Irakli Bzhinava     | Emma Gamisonia       | Joni Gularia        | Vadim Kvachakhia | David Tortia    |                 |                   |                   |                  |
| 32 | 157 (6.01%)       | 412 (15.78%)        | 1621 (62.08%)        | 31 (1.19%)          | 174 (6.66%)      |                 |                 |                   |                   |                  |
| 33 | Akhra Kvekveskiri | Ruslan Kishmaria    | Avtandil Chkadua     |                     |                  |                 |                 |                   |                   |                  |
| 33 | 808 (41.93%)      | 520 (26.98%)        | 374 (19.41%)         |                     |                  |                 |                 |                   |                   |                  |
| 34 | Ameran Akhsalba   | Sergei Berulava     | Nodik Kvitsinia      |                     |                  |                 |                 |                   |                   |                  |
| 34 | 262 (13.60%)      | 379 (19.68%)        | 1050 (54.52%)        |                     |                  |                 |                 |                   |                   |                  |
| 35 | Nato Butbaia      | Bezhan Ubiria       |                      |                     |                  |                 |                 |                   |                   |                  |
| 35 | 373 (23.12%)      | 1105 (68.51%)       |                      |                     |                  |                 |                 |                   |                   |                  |

## Mezinárodní Reakce
Většina mezinárodních organizací a států volby prohlásily za neplatné. Na druhou stranu všichni mezinárodní pozorovatelé prohlásili, že volby proběhly v souladu s mezinárodními demokratickými normami. Reakce vybraných států:
- Gruzie: Místopředseda gruzínského parlamentu Paat Davitaja prohlásil že: „Světové společenství i mezinárodní organizace pokládají Abcházii za okupované území, proto jakékoli volby, které se tam pořádají, nebudou legitimní." Podle jeho slov bylo z Abcházie vykázáno více než 30000 místních Gruzínců, proto „se nedá mluvit o nějakých legitimních volbách“.[1]
- Rusko: Sergej Markov uvedl že volby by měly Abcházii dát legitimní parlament. Dodal, že „V Abcházii se demokratická společnost teprve vyvíjí a republika je nejdemokratičtějším státem na Kavkaze a měla by být vzorem pro Gruzii“.
- USA: Velvyslanectví v Gruzii prohlásilo, že volby neuzná.
- Polsko: Polská diplomacie prohlásila že: „Ministerstvo zahraničí si přeje zdůraznit, a to vzhledem k principu gruzínské suverenity a územní celistvosti, že Polsko volby nepovažuje za zákonné“".[2]
- Česko: Ministerstvo zahraničí České republiky vydalo následující prohlášení: „Ministerstvo zahraničních věcí České republiky v této souvislosti zdůrazňuje, že Česká republika plně podporuje územní celistvost Gruzie v rámci jejích mezinárodně uznaných hranic a neuznává ústavní a právní rámec, v němž budou tyto „volby“ provedeny.“[3]

## Výsledky
| číslo volebního Okrsku | volební okrsek | Jméno            | pozice ve shromáždění                                                                 | strana                       |
| ---------------------- | -------------- | ---------------- | ------------------------------------------------------------------------------------- | ---------------------------- |
| 1                      | Suchumi        | Beslan Eshba     |                                                                                       | nezávislý                    |
| 2                      | Suchumi        | Aslan Kobakhia   |                                                                                       | Fórum pro Jednotnou Abcházii |
| 3                      | Suchumi        | Beslan Tsvinaria |                                                                                       | nezávislý                    |
| 4                      | Suchumi        | Valeri Agrba     | Předseda výboru pro právní politiku, Státní rozvoj a lidská práva                     | nezávislý                    |
| 5                      | Suchumi        | Akhra Bzhania    | Předseda výboru pro vzdělávání, vědu, kulturu, náboženství, mládež a sport            | Fórum pro Jednotnou Abcházii |
| 6                      | Suchumi        | Artur Mikvabia   |                                                                                       | nezávislý                    |
| 7                      | Suchumi        | Zaur Iazychba    |                                                                                       | nezávislý                    |
| 8                      | Picunda        | Beslan Gubaz     |                                                                                       | nezávislý                    |
| 9                      | Bzyb           | Valerij Bganba   | Mluvčí                                                                                | nezávislý                    |
| 10                     | Gagra          | Anzor Kokoskeria |                                                                                       | nezávislý                    |
| 11                     | Gagra          | Beslan Barcic    |                                                                                       | nezávislý                    |
| 12                     | Tsandryphš     | Vagashak Kosyan  | Zástupce mluvčího                                                                     | nezávislý                    |
| 13                     | Otkhura        | Georgi Agrba     | Předseda výboru pro rozpočet, daně a finance                                          | nezávislý                    |
| 14                     | Duripš         | Guram Barganjia  | Předseda výboru pro hospodářskou politiku, reformy a inovace                          | nezávislý                    |
| 15                     | Lychny         | Mihail Sangulia  |                                                                                       | jednotná Abcházie            |
| 16                     | Gudauta        | Leonid Chamagua  |                                                                                       | nezávislý                    |
| 17                     | Aatsin         | Dmitri Gunba     |                                                                                       | jednotná Abcházie            |
| 18                     | Nový Atos      | Akhra Pachulia   |                                                                                       | nezávislý                    |
| 19                     | Eshera         | Fazlibei Avidzba | Předseda výboru pro obranu a národní bezpečnost                                       | nezávislý                    |
| 20                     | Gumista        | Levon Galustyan  |                                                                                       | nezávislý                    |
| 21                     | Besleti        | Valeri Kvarchia  |                                                                                       | nezávislý                    |
| 22                     | Pshap          | Robert Yaylyan   |                                                                                       | nezávislý                    |
| 23                     | Machara        | Said Kharazia    |                                                                                       | nezávislý                    |
| 24                     | Dranda         | Adgur Kharazia   | Zástupce mluvčího                                                                     | nezávislý                    |
| 25                     | Beslakhuba     | Yuri Zukhba      | Předseda výboru pro mezinárodní, meziparlamentní vztahy a vztahy s krajany            | nezávislý                    |
| 26                     | Člou           | Beslan Butba     |                                                                                       | nezávislý                    |
| 27                     | Kutol          | Appolon Gurgulia | Předseda výboru pro sociální politiku, zdravotnictví a zaměstnání                     | Fórum pro Jednotnou Abcházii |
| 28                     | Atara          | Temur Kvitsinia  |                                                                                       | nezávislý                    |
| 29                     | Očamčyra       | Otari Tsvizhba   | Zástupce mluvčího                                                                     | nezávislý                    |
| 30                     | Tkvarčeli      | Raul Chadžimba   |                                                                                       | Fórum pro Jednotnou Abcházii |
| 31                     | Tkvarčeli      | Kan Kvarchia     |                                                                                       | nezávislý                    |
| 32                     | Uakum          | Emma Gamisonia   | Zástupce mluvčího                                                                     | nezávislý                    |
| 33                     | Chuburkhinji   | Levon Galustyan  |                                                                                       | jednotná Abcházie            |
| 34                     | Gali           | Nodik Kvitsinia  | Předseda výboru pro agrární politiky, využívání přírodních zdrojů a životní prostředí | nezávislý                    |
| 35                     | Shashikvar     | Bezhan Ubiria    |                                                                                       | nezávislý                    |